# Omanagallia obscura
Omanagallia obscura är en insektsart som beskrevs av Dietrich 1993. Omanagallia obscura ingår i släktet Omanagallia och familjen dvärgstritar. Inga underarter finns listade i Catalogue of Life.